# Cảnh quan thiên nhiên
Cảnh quan thiên nhiên là cảnh quan nguyên thủy tồn tại trước khi nó bị tác động bởi văn hóa con người. Cảnh quan thiên nhiên và cảnh quan văn hóa là những bộ phận riêng biệt của cảnh quan. Tuy nhiên, trong thế kỷ XXI cảnh quan hoàn toàn không bị tác động bởi hoạt động của con người không còn tồn tại nữa, để tham chiếu đôi khi giờ đây được thực hiện ở mức độ tự nhiên trong cảnh quan.
Trong Silent Spring (1962) Rachel Carson mô tả một vỉa hè bên đường như: "Dọc hai bên đường, nguyệt quế, cây kim ngân hoa và cây bàng, những cây dương xỉ và hoa dại tuyệt vời làm mãn nhãn du khách trong suốt nhiều năm" và nó trông như thế nào sau khi sử dụng thuốc diệt cỏ: "Các lề đường, từng rất hấp dẫn, giờ đã được lót bằng những thảm thực vật héo úa và héo úa như thể bị lửa quét qua". Mặc dù cảnh quan trước khi phun sơn đã bị suy thoái về mặt sinh học và có thể chứa các loài ngoại lai, nhưng khái niệm về những gì có thể tạo thành cảnh quan tự nhiên vẫn còn được suy ra từ bối cảnh.
Cụm từ "cảnh quan thiên nhiên" lần đầu tiên được sử dụng liên quan đến vẽ tranh phong cảnh và làm vườn cảnh, để đối chiếu phong cách trang trọng với phong cách tự nhiên hơn, gần gũi với thiên nhiên hơn. Alexander von Humboldt (1769 - 1859) đã tiếp tục khái niệm hóa điều này thành ý tưởng về cảnh quan thiên nhiên tách biệt với cảnh quan văn hóa. Sau đó, vào năm 1908, nhà địa lý Otto Schlüter đã phát triển các thuật ngữ cảnh quan nguyên thủy (Urlandschaft) và cảnh quan văn hóa đối lập của nó (Kulturlandschaft) với nỗ lực cung cấp cho khoa học địa lý một chủ đề khác với các ngành khoa học khác. Việc sử dụng sớm cụm từ "cảnh quan thiên nhiên" của một nhà địa lý học có thể được tìm thấy trong bài báo "The Morphology of Landscape" (Hình thái học của cảnh quan) (1925) của Carl O. Sauer.